# 藤本勝巳
藤本勝巳（1937年8月8日—）為日本的棒球選手，出生於和歌山縣日高郡。他曾效力於日本職棒阪神虎等隊伍，於1967年退休，生涯通算113支全壘打。